# Sörby, Hagfors kommun
Sörby är en småort i Norra Råda socken i Hagfors kommun, Värmlands län, belägen vid Lakenesjöns sydöstra strand.

## Idrott
Ortens fotbollslag Sörby IK, spelandes på Sörbyvallen håller till i division 7 men var uppe i division 4 på 70-talet.